# ميلوش بورساتش
ميلوش بورساتش (23 يونيو 1964 في بلغراد) لاعب كرة قدم صربي معتزل كان يجيد اللعب في مركز المهاجم .
بدأ بورساتش مسيرته الرياضية في نادي زيمون في سنة 1982 وبعد مسيرة طويلة مع الأندية اليوغوسلافية والفرنسية والبلجيكية والإسبانية قرر الاعتزال نهائيا لعب كرة القدم في نادي راسينغ مول فزل سنة 2004 . على المستوى الدولي شارك في مباراتين دوليتين مع منتخب يوغوسلافيا سنة 1985 .
حقق بورساتش بطولة كأس يوغوسلافيا مرتين 1984 و1987 مع نادي هايدوك سبليت .

## وصلات خارجية
- ميلوش بورساتش على موقع قاعدة بيانات كرة القدم.إي يو (الإنجليزية)
- ميلوش بورساتش على موقع ناشيونال فوتبول تيمز (الإنجليزية)
- ميلوش بورساتش على موقع عالم كرة القدم.نت (الإنجليزية)